# Funder Å
Funder Å har sit udspring ved Moselund/Engesvang omkring vandskellet ved Bølling Sø, hvor også Karup Å har sit udspring. Den løber ned til Hørbylunde, hvor den får tilført en del vand fra bakkerne. Den fortsætter gennem dalen ned til Funder Station og snor sig videre ud over Funderholme og løber ud i vestenden af Ørnsø ved Lysbro i Silkeborg. Vandet fortsætter gennem Lyså til Silkeborg Langsø, hvor det løber sammen med Gudenå. Åen er kendt for sine mange dambrug og for at have et godt ørredfiskeri, og nogle af dambrugene er nu lavet om til fiskesøer.
Det nederste stykke af åen er en del af en 13 hektar stor naturfredning ved Ørnsø, fredet i 1980, mens det øverste stykke, nord for Moselundvej, er en del af Bøllingsøfredningen fra 2003.